# José Abelardo Quiñones Gonzales (Piura)
José Abelardo Quiñones Gonzales es una localidad peruana ubicada en el distrito de Chalaco, perteneciente a la provincia de Morropón del departamento de Piura, al norte del Perú. 

## Ubicación
José Abelardo Quiñones Gonzales se ubica al noreste de la provincia de Morropón, en el distrito de Chalaco, en el departamento de Piura.

## Demografía
En 2017 José Abelardo Quiñones Gonzales tenía una población de 20 habitantes.